# Christoph Jacob von Degenfeld
Christoph Jacob von Degenfeld (* um 1596; † 11. November 1646 in Schloss Neuhaus) war Grundherr auf Neuhaus und Eulenhof, zu Ehrstädt und Waibstadt sowie Mitherr zu Hohen-Eybach und zu Dürnau.

## Leben
Er war der Sohn von Johann Christoph I. von Degenfeld (1563–1613) und der Barbara von Reischach. Nach dem frühen Tod des Vaters 1613 war er noch minderjährig der einzige männliche Nachkomme. Zu seinen Vormündern wurden Jacob Eberhard von Reischach zu Nußdorf und Johann Philipp von Helmstatt bestellt. Die Vormünder erbaten die Lehensbestätigung für Christoph Jacob mit Schloss und Burgstall Neuhaus, der Hälfte von Ehrstätt und zwei Höfen in Hinterkirneck, die am 22. März 1614 in Stuttgart durch Herzog Johann Friedrich an die bevollmächtigten Vormünder erfolgte. Für die Wormser Lehen, nämlich die andere Hälfte von Ehrstädt, erbaten die Vormünder beim 1616 an die Regierung gekommenen Bischof Georg Friedrich von Greiffenclau zu Vollrads eine direkte Belehnung Christoph Jacobs, da dieser inzwischen 20 Jahre alt sei und sich bald verheiraten wolle. Eine baldige erneute Belehnung bei dessen Volljährigkeit solle vermieden werden. Diesem Wunsch wurde mit Lehensbrief vom 29. Mai 1617 entsprochen. 1620 erhielt Christoph Jacob auch eine persönliche Belehnung mit den württembergischen Lehen durch Herzog Johann Friedrich.
1625 wurde Christoph Jacob gemeinsam mit seinen Vettern Christoph Martin, der sich als Feldherr in schwedischen, französischen und venezianischen Diensten einen Namen gemacht hat, und Christoph Wolfgang in den Freiherrenstand erhoben.
Inzwischen war der Dreißigjährige Krieg ausgebrochen, aus dem nur fragmentarische Nachrichten aus Schloss Neuhaus überliefert sind. 1628 wandte sich Christoph Jacob an den Herzog mit der Frage, wie er gegen die von Mainz und Worms ausgehenden Rekatholisierungsbestrebungen im Kraichgau vorgehen solle. Der Herzog riet zur Klärung des Patronatsrechts und bat um weitere Berichte. Über die weiteren Geschehnisse in dieser Sache fehlen die Urkunden, Ehrstädt blieb jedenfalls protestantisch.
Die württembergischen Lehen Christoph Jacobs mussten nach dem Tod Johann Friedrichs 1629 durch den Administrator Ludwig Friedrich und nach dessen Tod 1633 durch den Herzog Eberhard III. erneuert werden. Christoph Jacobs kleine Herrschaft im Kraichgau versank unterdessen in den Wirren des Krieges. In den letzten Jahren des Dreißigjährigen Kriegs ab spätestens 1641 war Ehrstädt zeitweise komplett entvölkert. Erst 1645 werden wieder zwei Männer, zwei Frauen und zwei Kinder genannt, die über kein Vieh und keine Vorräte verfügten. In dieser kargen Zeit starb Christoph Jacob 1646 und hinterließ drei minderjährige Söhne.

## Familie
Er heiratete 1619 Anna Margaretha von Helmstatt († 1631). 1632 heiratete er in zweiter Ehe Barbara Freiin von Horneck († 1652). Der ersten Ehe entstammten sechs Kinder:
- Anna Juliana ⚭ Johann Friedrich Rüdt von Collenberg
- Anna Barbara
- Christophora Pleikarda
- Pleikard Christoph, kaiserl. Kapitänleutnant, † ledig in Italien
- Christoph Martin von Degenfeld († 1684), blieb ledig, Generalleutnant der Republik Venedig
- Johann Christoph II. von Degenfeld († 1680) ⚭ Veronica Benigna von Dachenhausen